# Martina Bracchi
Martina Bracchi (Piacenza, 25 aprile 2002) è una pallavolista italiana, schiacciatrice della Pinerolo.

## Biografia
Nasce a Piacenza e cresce tra le file del settore giovanile della Libertas San Paolo e della Pallavolo Sangiorgio Piacentino con la quale raggiunge i playoff per la promozione in serie B2.

## Carriera

### Club
Martina Bracchi inizia a giocare sin da giovanissima a pallavolo e tra il 2018 e il 2019 fa alcune esperienze nei campionati minori tra la Serie B2 e la Serie B1, dapprima indossando la casacca dell'Accademy Sassuolo e successivamente quella del Certosa.
Nel 2021 passa al Lecco prima in B1 e successivamente in Serie A2. Nella stagione 2022-2023 mette a segno 506 punti risultando la quinta marcatrice del campionato di Serie A2. 
Nell'annata 2023-24 approda nella massima serie ingaggiata dalla UYBA, allenata da mister Julio Velasco, che dopo poche gare la cambia di ruolo dirottandola in banda. 
Nella stagione 2024-25 passa al Pinerolo.
Al termine della 2024-25 viene nuovamente convocata da Julio Velasco e per la stagione successiva passa alla Consolini Volley. 

### Nazionale
Nel 2018 viene convocata dal mister Marco Mencarelli per uno stage con la Nazionale U-18 al Centro Pavesi.
Nel 2024 viene convocata da Julio Velasco in nazionale maggiore.